# عبد العزيز المسلط
عبد العزيز المسلط (1911-1999) أمير قبيلة الجبور في العالم العربي ولد في الجزيرة الفراتية - البادية السورية – منطقة الجزيرة المحاذية للحدود العراقية – السورية بين محافظة الحسكة ومحافظة الموصل العراقية. تربى في حجر والده الأمير مسلط باشا الملحم شيخ مشايخ قبيلة الجبور، ووالدته الشيخة ترفة الشيخ العبد ربه من مشايخ الجبور في العراق.

## مع ثورة الشواف
كما ساند ثورة الشواف بالموصل عام 1959 وقدم المال والكساء للاجئين قرب الحدود السورية – العراقية..كما كان يحترم القانون بشدة، ففي عام 1959 نصحه الرئيس جمال عبد الناصر، اثناء الوحدة المصرية – السورية، ببيع اراضيه الزراعية التي تقارب النصف مليون دونم لأن قانوناً سوف تصدره الحكومة بتأميم الأراضي الزراعية وتوزيعها على الفلاحين، فرفض ذلك الامر وصدر القرار وصودرت اراضيه ولم يتبقى له غير بضع مئات من الدونمات.

## في العراق
عبد العزيز المسلط عندما لجئ للعراق استقبلته عشائر الجبور بالهوسات والاهازيج واقيمت على شرفه الولائم والمهرجانات في جنوب ووسط وشمال العراق وكرمته الدولة العراقية بمنحه الجنسية العراقية. ثم جاء بعد ذلك وفد رسمي وزاري برئاسة العماد مصطفى طلاس وزير الدفاع السوري، وسلموا الشيخ عبد العزيز مرسوماً جمهورياً بتوقيع الرئيس آنذاك حافظ الأسد، يقضي بعودته إلى وطنه سوريا وبحضور الفريق أول الركن حماد شهاب وزير الدفاع العراق وقتها، فعاد إلى وطنه.

## وفاته
تُوفي عبد العزيز المسلط في 2 ديسمبر 1999.